# Хотэй (рисунок Огаты Корина)
«Хотэй» — роспись на вертикальном свитке, созданная японским художником Огатой Корином в начале XVIII века. Свиток, переданный в дар фондом Мэри и Джексона Бёрк, находится в собрании Метрополитен-музея в Нью-Йорке.
Хотэй — в японской мифологии один из «семи богов счастья», бог общения, веселья и благополучия. Согласно преданиям, этот жизнерадостный монах с бритой головой и большим круглым животом, бродил с одной лишь сумкой для подаяний и посохом по сельской местности в конце IX — начале XX века в районе горы Симинг, на юге Китая. В животе Хотэя, по повериям китайцев, была сосредоточена жизненная энергия ци. Считалось, что он был одним из аватаров будды Майтреи.
В начале периода Муромати практически все японские художники, вне зависимости от их религиозных взглядов и убеждений, создавали росписи и рисунки с изображениями Хотэя, вошедшего в фольклор страны; у японцев Хотэй представал миролюбивым, весёлым и дружелюбным. В своих произведениях в технике живописи тушью, изображающих важных восточно-азиатских мифологических, религиозных и исторических персонажей, Огата Корин отходил от условностей и традиционных изображений и часто изображал богов и людей в более игривом, юмористическом аспекте, как и на этом свитке. Рисунок, где Хотэй сидит склонившись над собственной сумкой, ставшей его верным компаньоном в скитаниях по китайским провинциям, демонстрирует чувство юмора и сатирическую мудрость самого художника. Однако на самом деле сумка не проста и более походит на огромный живот Хотэя. Хотэй изображён с открытым ртом; он смеётся над своим хитрым обманом и тем, как он провёл зрителей. Сумка нарисована резкими линиями и бледными оттенками туши, что контрастирует с четырьмя тёмными пятнами, при помощи которых художник изобразил концы посох Хотэя и рукава его рясы. Рукава одежды Огата Корин нарисовал при помощи лёгких штрихов боковой стороной широкой кисти.
Под подписью Огаты Корина на рисунке стоит квадратная печать с надписью Досу. Эту печать он стал использовать после 1704 года, таким образом, можно определить, что рисунок был создан в течение последних 12 лет его жизни.